# Сан Сити Вест (Аризона)
Сан Сити Вест (енгл. Sun City West) насељено је место без административног статуса у америчкој савезној држави Аризона.

## Демографија
По попису из 2010. године број становника је 24.535, што је 1.809 (-6,9%) становника мање него 2000. године.
| Група             | 2000.          | 2010.          |
| Белци             | 25.872 (98,2%) | 23.749 (96,8%) |
| Афроамериканци    | 129 (0,5%)     | 198 (0,8%)     |
| Азијати           | 97 (0,4%)      | 147 (0,6%)     |
| Хиспаноамериканци | 154 (0,6%)     | 300 (1,2%)     |
| Укупно            | 26.344         | 24.535         |